# Abaiang

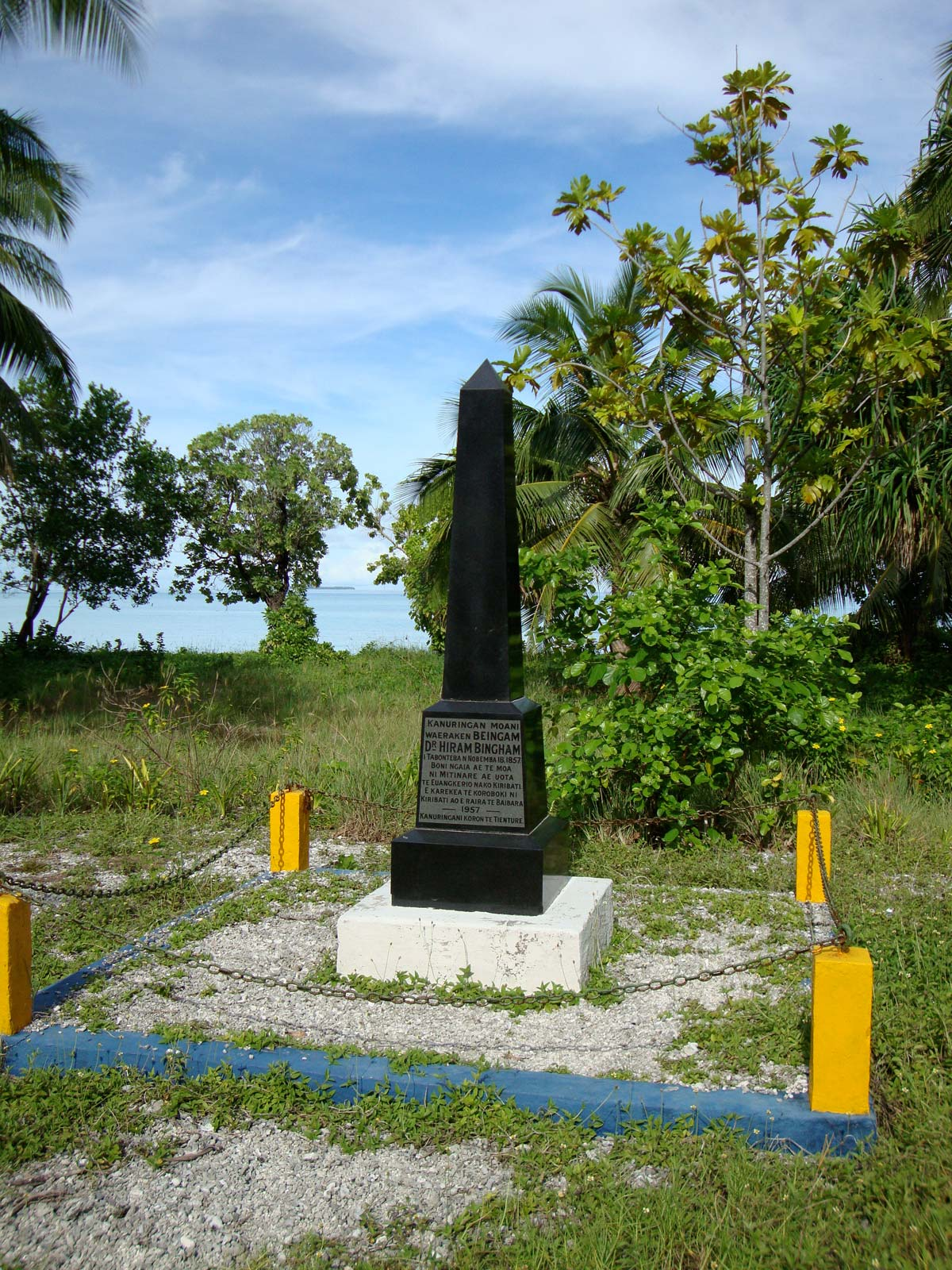
Monument in het dorpje Koinawa, ter herinnering aan de komst van het christendom op het eiland, op 18 november 1857.

Abaiang is een atol in het noorden van de Gilberteilanden in Kiribati. Het bevindt zich niet ver ten noorden van Tarawa. Abemama is 17.48 km² groot en herbergde in 2010 5.502 inwoners. De atol was de woonplaats van de eerste missionaris die arriveerde op Kiribati: Hiram Bingham II.